# Federación Colombiana de Fútbol
Federación Colombiana de Fútbol är Colombias fotbollsförbund med säte i Bogotá. Förbundet grundades den 12 oktober 1924 med uppgift att främja och administrera den organiserade fotbollen i Colombia, och att företräda den utanför landets gränser. Förbundet är anslutet till Fifa sedan 1936, och medlem av Conmebol sedan 1936.